# Hussain Hassan Abakar
Scheich Hussain Hassan Abakar (* 1947 in Am Dam, Region Sila; † 14. Januar 2018 in Paris) war Imam der Muslime im Tschad. Er war der Vorsitzende des Obersten Rates für Islamische Angelegenheiten im Tschad. Er war ein Mitglied der Tidschani-Sufiordens. Er war ein Gründungsmitglied der Islamischen Weltliga (Muslim World League, Abk. MWL).
Er war einer der 138 Unterzeichner des offenen Briefes Ein gemeinsames Wort zwischen Uns und Euch (englisch A Common Word Between Us & You), den Persönlichkeiten des Islam an „Führer christlicher Kirchen überall“ (engl. “Leaders of Christian Churches, everywhere …”) sandten (13. Oktober 2007).
2009 wurde er in der Liste der 500 einflussreichsten Muslime des Prinz-al-Walid-bin-Talal-Zentrums für muslimisch-christliche Verständigung der Georgetown University und des Royal Islamic Strategic Studies Centre von Jordanien aufgeführt.

„The current grand imam, Sheikh Hissein Hassan Abakar, is viewed as a generally moderate religious figure. His authority has been challenged by followers of other orders of Islam who adhere to more fundamentalist teachings derived from eastern and northern Africa and the Middle East.“